# Donald Cerrone
Donald Anthony Cerrone (Denver, 29 marzo 1983) è un ex lottatore di arti marziali miste e thaiboxer statunitense.
Combatte nella categoria dei pesi welter per l'organizzazione statunitense UFC. Dal 2007 al 2010 ha lottato nella promozione WEC, nella quale era uno degli atleti di punta nella sua categoria di peso ed ha avuto tre opportunità per vincere il titolo, venendo tuttavia sconfitto in tutte e tre le occasioni.
In passato è stato campione nazionale di Muay Thai ed è stato premiato Breakthrough Fighter of the Year ai Fighters Only World MMA Awards nel 2011.

## Biografia
Cerrone, di origini italiane e irlandesi, è nato e cresciuto a Denver. Affetto alla nascita da cheiloschisi, successivamente tale problema è stato eliminato chirurgicamente; sempre in giovane età ha sofferto di disturbo da deficit di attenzione e iperattività, che sfogava in frequenti risse.
Durante il periodo delle scuole superiori ha vissuto con i nonni a causa del divorzio dei genitori e a circa vent'anni viene introdotto da un amico alle arti marziali, in particolare Taekwondo e Kickboxing, mettendo insieme un invidiabile record di 13-0 come dilettante.

### Vita privata
Cerrone e la sua fidanzata Lindsay hanno un figlio, Dacson Danger Cerrone, nato il 29 giugno 2018.

## Carriera nel Muay Thai
Cerrone gode di un passato da protagonista nel Muay Thai, essendo stato incoronato campione statunitense S-1 e campione dei Pesi Mediomassimi Dominion Warrior nel 2006. Vanta una serie positiva di ben 25 vittorie.

## Carriera nelle arti marziali miste

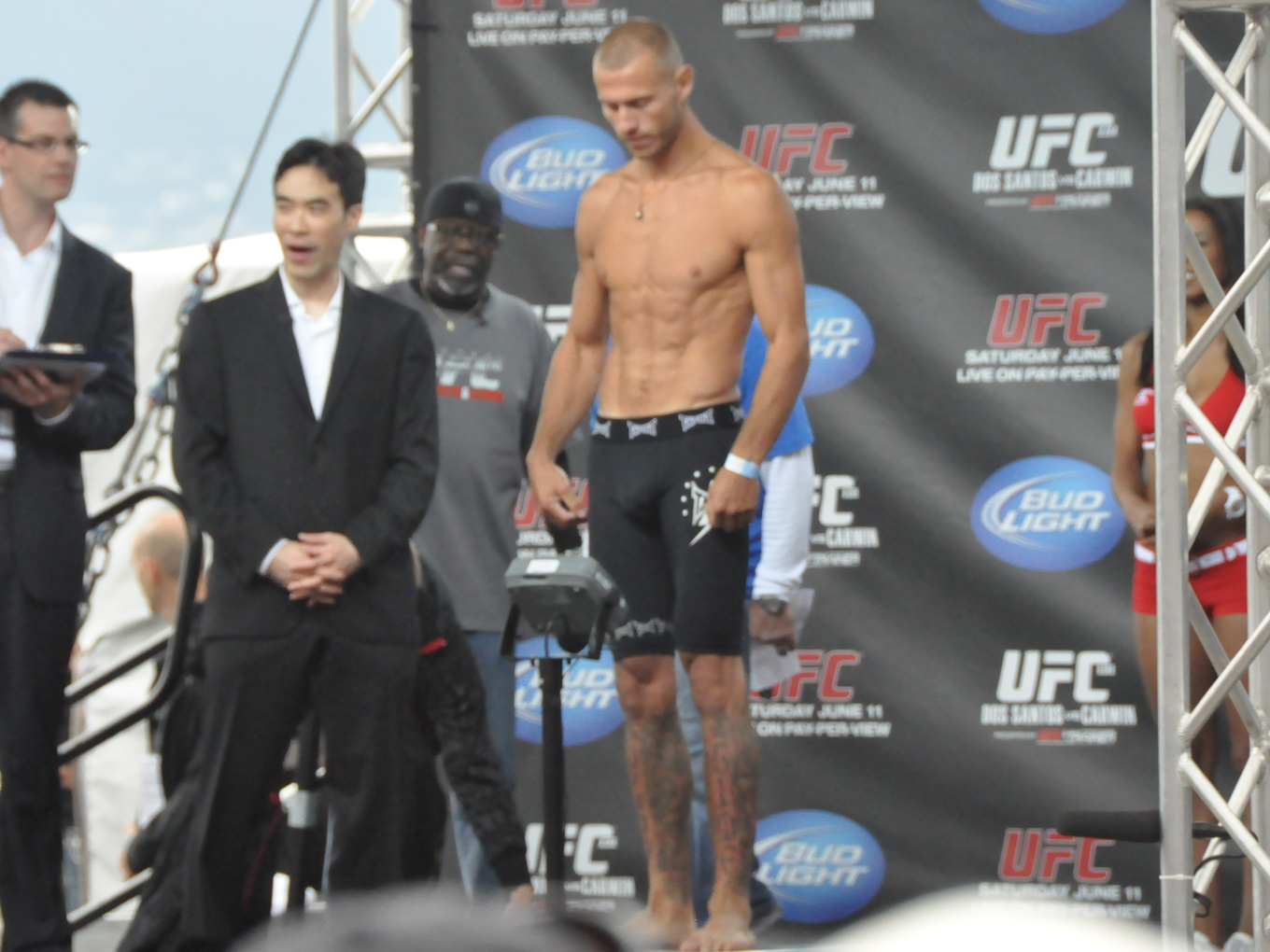
Donald Cerrone durante una cerimonia del peso

### World Extreme Cagefighting
Dopo un ottimo inizio di carriera nel quale sconfigge anche Anthony Njokuani e firma un record di 7-0, Cerrone esordisce nel WEC con una vittoria per sottomissione su Kenneth Alexander, poi modificata in un "No Contest" in quanto lo stesso Cerrone venne trovato positivo a sostanze proibite dalla federazione.
Cerrone infila due vittorie consecutive, la seconda delle quali fu un match eliminatorio per il titolo dei pesi leggeri contro Rob McCullough; poté così sfidare il campione in carica Jamie Varner, contro il quale perse di poco ai punti.
Nel 2009 dopo una vittoria ha un'ulteriore chance, questa volta per il titolo ad interim, ma viene nuovamente sconfitto ai punti da Benson Henderson.
L'anno successivo ha la possibilità di rivincita contro Ben Henderson, sempre per il titolo, ma viene sconfitto per sottomissione.
Dopo due vittorie ottenute nel 2010 il WEC viene assorbito dall'UFC, e quindi Cerrone terminata la sua esperienza con tale franchigia con un record di 6-3 (1), venendo a mancare in tutte le occasioni di massimo rilievo.

### Ultimate Fighting Championship
Esordisce in UFC il 5 febbraio 2011 con la vittoria su Paul Kelly, la prima di una serie di quattro vittorie consecutive, fino alla sconfitta per decisione contro Nate Diaz.
Nel 2012 torna alla vittoria con un successo su Jeremy Stephens venuto per decisione unanime dei giudici di gara.
Lo stesso anno sconfigge in modo spettacolare Melvin Guillard con un KO che lo proietta tra i possibili futuri contendenti al titolo.
Nel 2013 in una sfida cruciale contro l'ex campione WEC Anthony Pettis, lottatore che proprio Cerrone sfidò apertamente, il thaiboxer finì KO per la prima volta nella sua carriera.
Successivamente sconfigge nettamente l'ex campione Elite XC e a lungo contendente nella Strikeforce K.J. Noons.
Lo stesso anno viene sconfitto dal numero 10 dei ranking Rafael dos Anjos che porta a casa una vittoria ai punti grazie ad una kickboxing all'altezza e ad alcuni takedown ben eseguiti.
Torna alla vittoria in novembre con un'ottima prova contro Evan Dunham, dove ha la meglio sia nello striking, sia nel grappling e conclude l'incontro con una sottomissione che gli vale il premio Submission of the Night.
Combatte anche nel gennaio 2014 contro il brasiliano Adriano Martins vincendo per mezzo di uno spettacolare calcio alla testa ed ottenendo il premio Knockout of the Night.
In aprile sconfigge anche uno dei più forti striker della divisione in Edson Barboza, vincendo per sottomissione durante il primo round.
In luglio batte per KO il numero 7 dei ranking Jim Miller ottenendo il premio Performance of the Night.

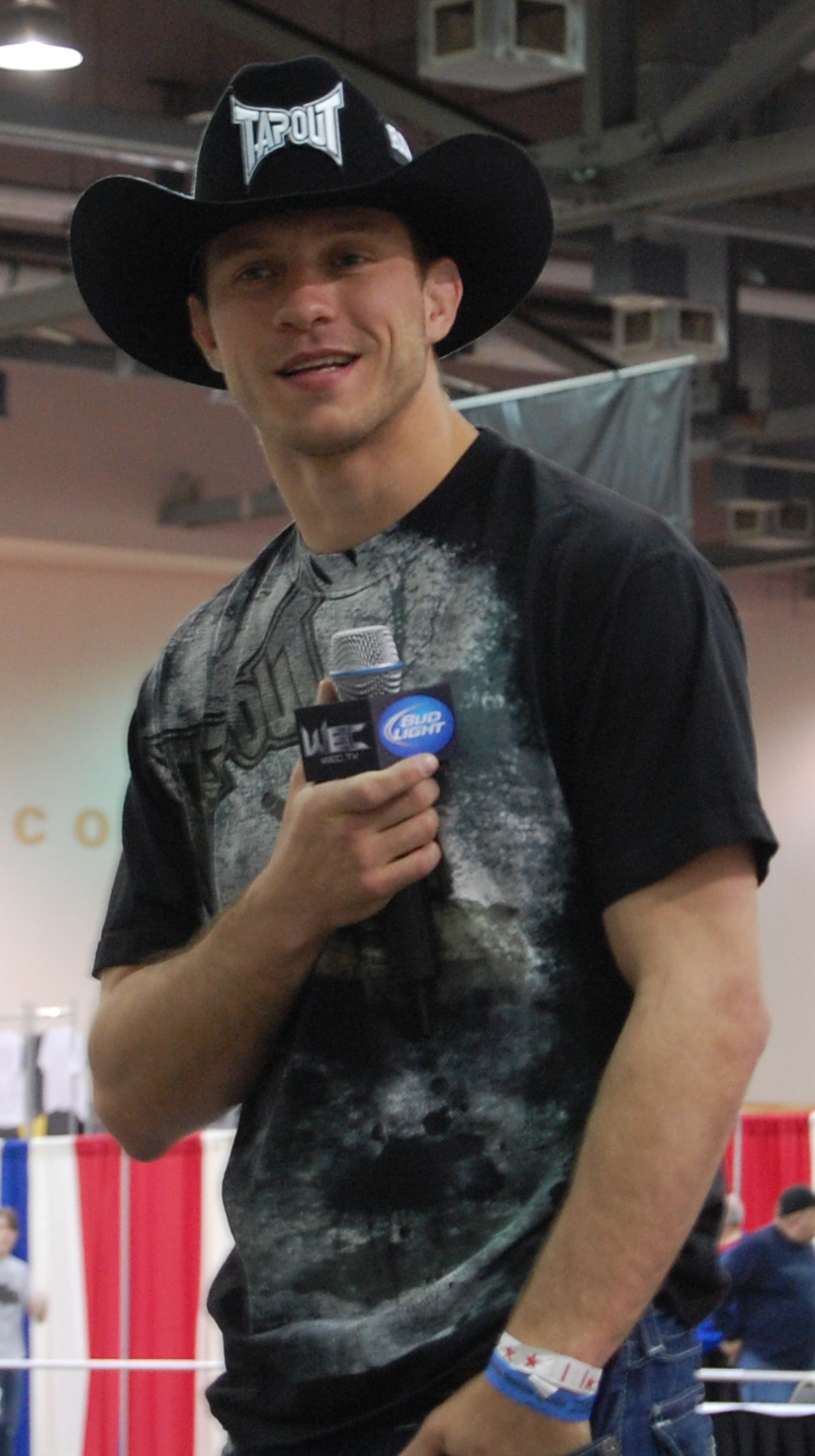
Donald Cerrone nel 2015

Il 27 settembre avrebbe dovuto affrontare il top fighter Chabib Nurmagomedov all'evento UFC 178: Johnson vs Cariaso, ma 
quest'ultimo s'infortunò al ginocchio e venne rimpiazzato dal debuttante e due volte campione Bellator Eddie Alvarez: Cerrone subì l'ottima boxe dell'avversario nel primo round ma riuscì ad imporsi nelle rimanenti due riprese, ottenendo un'ulteriore vittoria di prestigio.
Nel gennaio 2015 sconfigge con merito il numero 8 dei ranking Myles Jury.
Cerrone accettò addirittura di tornare a combattere solamente due settimane dopo per sostituire l'infortunato Eddie Alvarez contro l'ex campione UFC e WEC Ben Henderson, contro il quale Cerrone aveva già perso due volte ai tempi della WEC: Cerrone questa volta la spuntò con il punteggio di 29-28 da parte di tutti e tre i giudici di gara, anche se il verdetto fece molto discutere.
A maggio doveva affrontare il russo Chabib Nurmagomedov in un match valido come eliminatori per il titolo dei pesi leggeri UFC. Tuttavia, il 30 aprile, Nurmagomedov si infortunò al ginocchio e non poté prendere parte all'incontro; al suo posto venne inserito John Makdessi. Cerrone vinse l'incontro al secondo round per KO tecnico, dopo aver rotto la mascella di Makdessi con un calcio.
A dicembre, all'ultimo evento della UFC del 2015, dovette affrontare Rafael dos Anjos per il titolo dei pesi leggeri UFC. Dopo poco più di un minuto dall'inizio dell'incontro, Cerrone venne colpito al corpo con una ginocchiata che lo costrinse a indietreggiare verso le pareti dell'ottagono; nonostante resisté ad un grande numero di colpi al volto, Cerrone cadde al suolo e dopo un poderoso ground and pound venne sconfitto per KO Tecnico. Questa fu la sua prima sconfitta per KO Tecnico dovuta ad una serie di pugni.
Nel febbraio del 2016, avrebbe dovuto affrontare in un match valido per la categoria dei pesi welter Tim Means. Tuttavia,  il 3 febbraio, venne annunciata una potenziale violazione delle regole anti-doping della USADA al di fuori dalle competizioni da parte di Means. Poiché non c'era abbastanza tempo per effettuare ulteriori indagini, Means venne rimosso dal combattimento e rimpiazzato il giorno dopo da Alex Oliveira. Al primo round, dopo alcuni scambi in piedi e molti tentativi di clintch, Cerrone riuscì a portare al tappeto il suo avversario e con molta facilità raggiunse la posizione montata; da tale posizione riusci a chiudere Oliveira in uno strangolamento a triangolo effettuato con le gambe, costringendo il brasiliano a cedere quasi immediatamente. Con questa vittoria ottenne anche il riconoscimento Performance of the Night.
A giugno dello stesso anno affrontò Patrick Côté in Canada. Nel primo e nel second round, Cerrone mandò più volte al tappeto il suo avversario sia con dei takedown e sia con una serie di colpi. Alla terza ripresa, ormai evidente la netta superiorità in piedi da parte di Cerrone, Donald andò a segno con un sinistro e un destro mandando al tappeto Côté, che sfinito, venne finalizzato con il ground and pound. Cerrone fu il secondo lottatore a mettere in serie difficoltà il veterano Côté con lo striking. Con questa vittoria ottenne il riconoscimento Performance of the Night.
Il 20 agosto affrontò Rick Story all'evento UFC 202. Dopo 3 minuti dall'inizio del secondo round, Cerrone andò a segno con due potenti diretti, una al corpo e uno in pieno volto che costrinsero Story ad indietreggiare, in questo piccolissimo frangente Cowboy lo colpì violentemente al volto con un calcio, stordendolo pesantemente. Una volta avvicinatosi al suo avversario pose fine al match con una combinazione di pugni. Con questa vittoria ottenne il premio Performance of the Night.

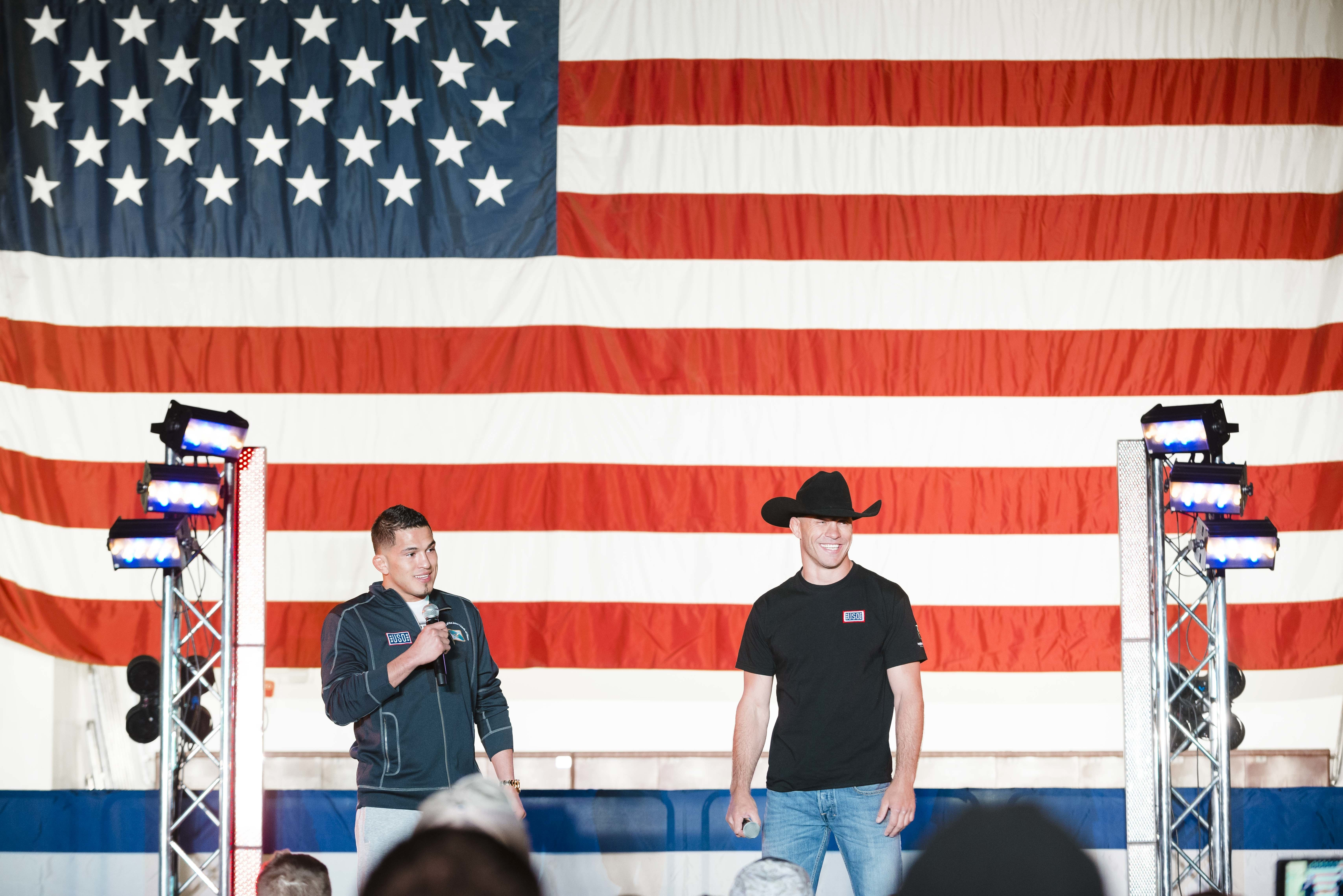
Cerrone (a destra) sul palco con Anthony Pettis

A novembre avrebbe dovuto affrontare l'ex campione dei pesi welter Robbie Lawler. Tuttavia, Lawler annunciò di voler prendere una pausa per potersi preparare al meglio dopo la sconfitta avvenuta per KO per mano di Tyron Woodley. Al suo posto venne inserito Kelvin Gastelum. Durante la cerimonia del peso, Gastelum non si presentò annunciando via twitter di aver superato di molto il limite di peso e quindi di non poter affrontare Cerrone all'evento.
Il 10 dicembre del 2016 dovette affrontare il suo compagno di allenamento Matt Brown all'evento UFC 206. Il match fu molto entusiasmante, dove entrambi gli atleti si scambiarono pesanti colpi, tra calci alti e gomitate al volto. Dopo due riprese, Brown si trovò in difficoltà nel fronteggiare la velocità dei pugni di Cerrone e in un tentativo di attacco molto azzardato, venne colpito in pieno volto da un calcio sinistro, andando KO in modo netto.
A gennaio del 2017 dovette affrontare Jorge Masvidal. Verso la fine della prima ripresa, Cerrone venne colpito al volto con un gancio ben piazzato, rischiando di perdere l'incontro. Al secondo round, un Cerrone ancora molto provato, tentò di mettere a segno un calcio piazzato ma venne intercettato da un altro gancio in pieno volto, consegnando la vittoria al suo avversario per KO tecnico.
Il 29 luglio 2017, all'evento UFC 214, affronta l'ex campione dei pesi welter Robbie Lawler, match che si sarebbe dovuto tenere a UFC 205 ma che Lawler preferì posticipare per riprendersi dalla perdita del titolo contro Tyron Woodley: Cowboy viene sconfitto per decisione unanime. Il 21 ottobre viene sconfitto per KO tecnico da Darren Till mentre il 18 febbraio 2018 torna alla vittoria mettendo KO Yancy Medeiros.
Il 10 novembre 2018 batte per sottomissione Mike Perry, infrangendo così i record UFC per il maggior numero di vittorie (21) e per il maggior numero di finalizzazioni (15) e ottenendo il riconoscimento Performance of the Night. Il 19 gennaio 2019 ritorna a combattere nei pesi leggeri e si impone per KO tecnico su Alexander Hernandez, fissando così i nuovi record UFC per numero di finalizzazioni, vittorie e riconoscimenti post-combattimento.
Il 4 maggio batte per decisione unanime l'ex contendente al titolo dei pesi leggeri Al Iaquinta, ottenendo un altro riconoscimento Fight of the Night; la sua striscia positiva si interrompe l'8 giugno contro Tony Ferguson, da cui viene battuto per KO tecnico dovuto allo stop dei medici. Entrambi ricevono il riconoscimento Fight of the Night. Il 14 settembre subisce la seconda sconfitta consecutiva contro Justin Gaethje, che lo mette KO al primo round.
Il 18 gennaio 2020 affronta il rientrante Conor McGregor nel main event di UFC 246 in un incontro di pesi welter subendo la terza sconfitta consecutiva: l'irlandese lo mette infatti KO dopo soli quaranta secondi.

## Risultati nelle arti marziali miste
| Risultato  | Record    | Avversario          | Metodo                                     | Evento                                       | Data              | Round | Tempo | Città                      | Note                                           |
| ---------- | --------- | ------------------- | ------------------------------------------ | -------------------------------------------- | ----------------- | ----- | ----- | -------------------------- | ---------------------------------------------- |
| Sconfitta  | 36-17 (2) | Jim Miller          | Sottomissione (Guillotine choke)           | UFC 276: Adesanya vs. Cannonier              | 3 luglio 2022     | 2     | 1:32  | Las Vegas, Stati Uniti     |                                                |
| Sconfitta  | 36-16 (2) | Alex Morono         | KO tecnico (pugni)                         | UFC on ESPN: Rodriguez vs. Waterson          | 8 maggio 2021     | 1     | 4:40  | Las Vegas, Stati Uniti     |                                                |
| No Contest | 36-15 (2) | Niko Price          | No contest (doping)                        | UFC Fight Night: Covington vs. Woodley       | 19 settembre 2020 | 3     | 5:00  | Las Vegas, Stati Uniti     | Price risultò positivo a un test antidoping    |
| Sconfitta  | 36-15 (1) | Anthony Pettis      | Decisione (unanime)                        | UFC 249: Ferguson vs. Gaethje                | 9 maggio 2020     | 3     | 5:00  | Jacksonville, Stati Uniti  |                                                |
| Sconfitta  | 36-14 (1) | Conor McGregor      | KO tecnico (calcio alla testa e pugni)     | UFC 246: McGregor vs. Cowboy                 | 18 gennaio 2020   | 1     | 0:40  | Las Vegas, Stati Uniti     |                                                |
| Sconfitta  | 36-13 (1) | Justin Gaethje      | KO tecnico (pugni)                         | UFC Fight Night: Cowboy vs. Gaethje          | 14 settembre 2019 | 1     | 4:18  | Vancouver, Canada          |                                                |
| Sconfitta  | 36-12 (1) | Tony Ferguson       | KO tecnico (stop medico)                   | UFC 238: Cejudo vs. Moraes                   | 8 giugno 2019     | 2     | 5:00  | Chicago, Stati Uniti       | Fight of the Night                             |
| Vittoria   | 36-11 (1) | Al Iaquinta         | Decisione (unanime)                        | UFC Fight Night: Iaquinta vs. Cowboy         | 4 maggio 2019     | 5     | 5:00  | Ottawa, Canada             | Fight of the Night                             |
| Vittoria   | 35-11 (1) | Alexander Hernandez | KO tecnico (calcio alla testa e pugni)     | UFC Fight Night: Cejudo vs. Dillashaw        | 19 gennaio 2019   | 2     | 3:43  | New York, Stati Uniti      | Performance of the Night, Fight of the Night   |
| Vittoria   | 34-11 (1) | Mike Perry          | Sottomissione (armbar)                     | UFC Fight Night: Korean Zombie vs. Rodriguez | 10 novembre 2018  | 1     | 4:46  | Denver, Stati Uniti        | Performance of the Night                       |
| Sconfitta  | 33-11 (1) | Leon Edwards        | Decisione (unanime)                        | UFC Fight Night: Cowboy vs. Edwards          | 23 giugno 2018    | 5     | 5:00  | Kallang, Singapore         |                                                |
| Vittoria   | 33-10 (1) | Yancy Medeiros      | KO tecnico (pugni)                         | UFC Fight Night: Cowboy vs. Medeiros         | 18 febbraio 2018  | 1     | 4:58  | Austin, Stati Uniti        |                                                |
| Sconfitta  | 32-10 (1) | Darren Till         | KO tecnico (pugni)                         | UFC Fight Night: Cerrone vs. Till            | 21 ottobre 2017   | 1     | 4:20  | Danzica, Polonia           |                                                |
| Sconfitta  | 32-9 (1)  | Robbie Lawler       | Decisione (unanime)                        | UFC 214: Cormier vs. Jones 2                 | 29 luglio 2017    | 3     | 5:00  | Anaheim, Stati Uniti       |                                                |
| Sconfitta  | 32-8 (1)  | Jorge Masvidal      | KO Tecnico (pugni)                         | UFC on Fox: Shevchenko vs. Peña              | 28 gennaio 2017   | 2     | 1:00  | Denver, Stati Uniti        |                                                |
| Vittoria   | 32-7 (1)  | Matt Brown          | KO (calcio alla testa)                     | UFC 206: Holloway vs. Pettis                 | 10 dicembre 2016  | 3     | 0:44  | Toronto, Canada            |                                                |
| Vittoria   | 31-7 (1)  | Rick Story          | KO Tecnico (calcio alla testa e pugni)     | UFC 202: Diaz vs. McGregor 2                 | 20 agosto 2016    | 2     | 2:02  | Las Vegas, Stati Uniti     | Performance of the Night                       |
| Vittoria   | 30-7 (1)  | Patrick Côté        | KO Tecnico (pugni)                         | UFC Fight Night: MacDonald vs. Thompson      | 18 giugno 2016    | 3     | 2:35  | Ottawa, Canada             | Performance of the Night                       |
| Vittoria   | 29-7 (1)  | Alex Oliveira       | Sottomissione (strangolamento a triangolo) | UFC Fight Night: Cowboy vs. Cowboy           | 21 febbraio 2016  | 1     | 2:33  | Pittsburgh, Stati Uniti    | Passa ai pesi welter, Performance of the Night |
| Sconfitta  | 28-7 (1)  | Rafael dos Anjos    | KO Tecnico (ginocchiata al corpo e pugni)  | UFC on Fox: dos Anjos vs. Cerrone 2          | 19 dicembre 2015  | 1     | 1:06  | Orlando, Stati Uniti       | Per il titolo dei pesi leggeri UFC             |
| Vittoria   | 28-6 (1)  | John Makdessi       | KO Tecnico (ritiro)                        | UFC 187: Jones vs. Johnson                   | 23 maggio 2015    | 2     | 4:44  | Las Vegas, Stati Uniti     |                                                |
| Vittoria   | 27-6 (1)  | Ben Henderson       | Decisione (unanime)                        | UFC Fight Night: McGregor vs. Siver          | 18 gennaio 2015   | 3     | 5:00  | Boston, Stati Uniti        |                                                |
| Vittoria   | 26-6 (1)  | Myles Jury          | Decisione (unanime)                        | UFC 182: Jones vs. Cormier                   | 3 gennaio 2015    | 3     | 5:00  | Las Vegas, Stati Uniti     |                                                |
| Vittoria   | 25-6 (1)  | Eddie Alvarez       | Decisione (unanime)                        | UFC 178: Johnson vs Cariaso                  | 27 settembre 2014 | 3     | 5:00  | Las Vegas, Stati Uniti     |                                                |
| Vittoria   | 24-6 (1)  | Jim Miller          | KO (calcio alla testa e pugni)             | UFC Fight Night: Cerrone vs. Miller          | 16 luglio 2014    | 2     | 3:31  | Atlantic City, Stati Uniti |                                                |
| Vittoria   | 23-6 (1)  | Edson Barboza       | Sottomissione (rear naked choke)           | UFC on Fox: Werdum vs. Browne                | 19 aprile 2014    | 1     | 3:15  | Orlando, Stati Uniti       |                                                |
| Vittoria   | 22-6 (1)  | Adriano Martins     | KO (calcio alla testa)                     | UFC on Fox: Henderson vs. Thomson            | 25 gennaio 2014   | 1     | 4:40  | Chicago, Stati Uniti       |                                                |
| Vittoria   | 21-6 (1)  | Evan Dunham         | Sottomissione (triangolo)                  | UFC 167: St-Pierre vs. Hendricks             | 16 novembre 2013  | 2     | 3:49  | Las Vegas, Stati Uniti     |                                                |
| Sconfitta  | 20-6 (1)  | Rafael dos Anjos    | Decisione (unanime)                        | UFC Fight Night: Condit vs. Kampmann 2       | 28 agosto 2013    | 3     | 5:00  | Indianapolis, Stati Uniti  |                                                |
| Vittoria   | 20-5 (1)  | KJ Noons            | Decisione (unanime)                        | UFC 160: Velasquez vs. Bigfoot 2             | 25 maggio 2013    | 3     | 5:00  | Las Vegas, Stati Uniti     |                                                |
| Sconfitta  | 19-5 (1)  | Anthony Pettis      | KO (calcio al corpo e pugni)               | UFC on Fox: Johnson vs. Dodson               | 26 gennaio 2013   | 1     | 2:35  | Chicago, Stati Uniti       |                                                |
| Vittoria   | 19-4 (1)  | Melvin Guillard     | KO (calcio alla testa e pugno)             | UFC 150: Henderson vs. Edgar II              | 11 agosto 2012    | 1     | 1:16  | Denver, Stati Uniti        |                                                |
| Vittoria   | 18-4 (1)  | Jeremy Stephens     | Decisione (unanime)                        | UFC on Fuel TV: Korean Zombie vs. Poirier    | 15 maggio 2012    | 3     | 5:00  | Fairfax, Stati Uniti       |                                                |
| Sconfitta  | 17–4 (1)  | Nate Diaz           | Decisione (unanime)                        | UFC 141: Lesnar vs Overeem                   | 30 dicembre 2011  | 3     | 5:00  | Las Vegas, Stati Uniti     |                                                |
| Vittoria   | 17–3 (1)  | Dennis Siver        | Sottomissione (rear naked choke)           | UFC 137: Penn vs. Diaz                       | 29 ottobre 2011   | 1     | 2:22  | Las Vegas, Stati Uniti     |                                                |
| Vittoria   | 16–3 (1)  | Charles Oliveira    | KO Tecnico (pugni)                         | UFC Live: Hardy vs. Lytle                    | 14 agosto 2011    | 1     | 3:01  | Milwaukee, Stati Uniti     |                                                |
| Vittoria   | 15–3 (1)  | Vagner Rocha        | Decisione (unanime)                        | UFC 131: Dos Santos vs. Carwin               | 11 giugno 2011    | 3     | 5:00  | Vancouver, Canada          |                                                |
| Vittoria   | 14–3 (1)  | Paul Kelly          | Sottomissione (rear naked choke)           | UFC 126: Silva vs. Belfort                   | 5 febbraio 2011   | 2     | 3:48  | Las Vegas, Stati Uniti     | Debutto in UFC                                 |
| Vittoria   | 13–3 (1)  | Chris Horodecki     | Sottomissione (triangolo)                  | WEC 53: Henderson vs. Pettis                 | 16 dicembre 2010  | 2     | 2:43  | Glendale, Stati Uniti      |                                                |
| Vittoria   | 12–3 (1)  | Jamie Varner        | Decisione (unanime)                        | WEC 51: Aldo vs. Gamburyan                   | 30 settembre 2010 | 3     | 5:00  | Broomfield, Stati Uniti    |                                                |
| Sconfitta  | 11–3 (1)  | Ben Henderson       | Sottomissione (ghigliottina)               | WEC 48: Aldo vs. Faber                       | 24 aprile 2010    | 1     | 1:57  | Sacramento, Stati Uniti    | Per il titolo dei pesi leggeri WEC             |
| Vittoria   | 11–2 (1)  | Ed Ratcliff         | Sottomissione (rear naked choke)           | WEC 45: Cerrone vs. Ratcliff                 | 19 dicembre 2009  | 3     | 3:47  | Las Vegas, Stati Uniti     |                                                |
| Sconfitta  | 10–2 (1)  | Ben Henderson       | Decisione (unanime)                        | WEC 43: Cerrone vs. Henderson                | 10 ottobre 2009   | 5     | 5:00  | San Antonio, Stati Uniti   | Per il titolo dei pesi leggeri WEC ad interim  |
| Vittoria   | 10–1 (1)  | James Krause        | Sottomissione (rear naked choke)           | WEC 41: Brown vs. Faber 2                    | 7 giugno 2009     | 1     | 4:38  | Sacramento, Stati Uniti    |                                                |
| Sconfitta  | 9–1 (1)   | Jamie Varner        | Decisione (non unanime)                    | WEC 38: Varner vs. Cerrone                   | 25 gennaio 2009   | 5     | 3:10  | San Diego, Stati Uniti     | Per il titolo dei pesi leggeri WEC             |
| Vittoria   | 9–0 (1)   | Rob McCullough      | Decisione (unanime)                        | WEC 36: Faber vs. Brown                      | 5 novembre 2008   | 3     | 5:00  | Hollywood, Stati Uniti     |                                                |
| Vittoria   | 8–0 (1)   | Danny Castillo      | Sottomissione (armbar)                     | WEC 34: Faber vs. Pulver                     | 1º giugno 2008    | 1     | 1:30  | Sacramento, Stati Uniti    |                                                |
| No Contest | 7–0 (1)   | Kenneth Alexander   | No Contest (doping)                        | WEC 30: McCullough vs. Crunkilton            | 5 settembre 2007  | 1     | 0:56  | Las Vegas, Stati Uniti     | Debutto in WEC                                 |
| Vittoria   | 7–0       | Yasunori Kanehara   | Sottomissione (triangolo)                  | GCM: Cage Force 3                            | 9 giugno 2007     | 2     | 2:46  | Tokyo, Giappone            |                                                |
| Vittoria   | 6–0       | Anthony Njokuani    | Sottomissione (triangolo)                  | ROF 29: Aftershock                           | 28 aprile 2007    | 1     | 4:30  | Broomfield, Stati Uniti    |                                                |
| Vittoria   | 5–0       | Ryan Roberts        | Sottomissione (armbar)                     | ROF 28: Evolution                            | 16 febbraio 2007  | 1     | 1:49  | Broomfield, Stati Uniti    |                                                |
| Vittoria   | 4–0       | Jesse Brock         | Sottomissione (triangolo)                  | ROF 26: Relentless                           | 9 settembre 2006  | 1     | 1:35  | Castle Rock, Stati Uniti   |                                                |
| Vittoria   | 3–0       | Craig Tennant       | Sottomissione (armbar)                     | ROF 24: Integrity                            | 17 giugno 2006    | 1     | 1:26  | Castle Rock, Stati Uniti   |                                                |
| Vittoria   | 2–0       | Cruz Chacon         | Sottomissione (triangolo)                  | ACF: Genesis                                 | 24 febbraio 2006  | 2     | 2:25  | Denver, Stati Uniti        |                                                |
| Vittoria   | 1–0       | Nate Mohr           | Sottomissione (triangolo)                  | ROF 21: Full Blast                           | 11 febbraio 2006  | 1     | 1:42  | Castle Rock, Stati Uniti   |                                                |

## Filmografia parziale
- The Equalizer 2 - Senza perdono (The Equalizer 2), regia di Antoine Fuqua (2018)
- Spenser Confidential, regia di Peter Berg (2020)